# Јуриј Ландман
Јуриј Ландман (енгл. Yuri Landman; Зволе, 1. фебруар 1973) холандски је композитор, музички теоретичар, писац и извођач. Радио је са Sonic Youth, Half Japanese и Rhys Chatham.
Организације WORM (Ротердам), Flipside (Ајндховен), MoTA (Љубљана ), Sonoscopia (Порто), Liebig 12 (Берлин) и Маајаам (Отепја) поседују колекције музичких инструмената Ландман за истраживање и образовање.

## Дискографија
- Chi pratica lo impare zoppicare lp (1998)
- Nontonnen promo 7" (1998)
- Double the fun splitt 7" (1999)
- Belgian Style Pop cd (1999)
- Vivre dans l’aisance cd (2004)
- Yuri Landman Ensemble feat. Jad Fair & Philippe Petit - That's Right, Go Cats, LP/CD 2012, Siluh Records/Thick Syrup Records
- Bismuth - s/t, (2014, lp, Geertruida Records)

### Есеји
- 3rd Bridge Helix, 2009 (језик: енглески)
- The Seven Plus Five Pattern, Soundest #1, Oct 2018[1] (језик: енглески)
- From Rusollo till Present , 2019 (језик: енглески)